# Afroman
Afroman, właściwie Joseph Edgar Foreman (ur. 28 lipca 1974 w Los Angeles, Kalifornia) – amerykański raper, przedstawiciel tzw. hip hopu komediowego. Wydał dotychczas 11 albumów, dwie kompilacje i dwa single: „Crazy Rap” i „Because I Got High”, które odniosły sukces na listach przebojów.

## Życiorys
Foreman przygodę z muzyką rozpoczął już w ósmej klasie, wówczas nagrywał taśmy dla swoich znajomych, po czym je sprzedawał. Gdy został wyrzucony ze szkoły za obwisłe spodnie, nagrał taśmę o swojej nauczycielce. Sprzedał wówczas około 400 egzemplarzy. Piosenka stała się wielkim sukcesem. W młodości Afroman występował w kościele, grając na perkusji i gitarze.
W 1999 roku wydał swój debiutancki album pt. My Fro-losophy, po czym przeniósł się do Hattiesburg w stanie Missisipi, gdzie poznał perkusistę Jodego Stallone, basistę Daryla Havar i producenta Tima Ramenofsky.
Ramenofsky wyprodukował i wydał następny album Foremana pt. Because I Got High w wytwórni T-Bones Records. Ukazał się on w 2000 roku. Płyta odniosła sukces za sprawą wydanego singla pod tym samym tytułem. Uplasował się na 13. miejscu notowania Billboard Hot 100 i 1. na UK Singles Chart. W 2002 r. piosenka była nominowana do Nagroda Grammy w kategorii Best Rap Solo Performance. Utwór można usłyszeć w filmach Jay i Cichy Bob kontratakują, The Perfect Score i Niepokój. Po tym sukcesie wytwórnia Universal Records podpisała z Afromenem kontrakt na sześć płyt, jednak wydała tylko dwa albumy i kilka nowych piosenek.
Od 2004 roku Foreman wydaje samodzielnie, również za pośrednictwem Internetu. Wówczas wydał album komediowy zatytułowany Jobe Bells, na którym wyśmiewał tradycje Bożonarodzeniowe. W 2010 roku wystąpił na festiwalu Gathering of the Juggalos.

## Dyskografia

### Albumy studyjne
- My Fro-losophy (1998)
- Because I Got High (2000)
- Sell Your Dope (2000)
- The Good Times (2001)
- Afroholic... The Even Better Times (2004)
- Jobe Bells (2004)
- 4R0:20 (2004)
- The Hungry Hustlerz: Starvation Is Motivation (2004)
- Drunk 'n' High (2006)
- A Colt 45 Christmas (2006)
- Waiting to Inhale (2008)
- Frobama: Head of State (2009)
- Marijuana Music (2013)
- The Frorider (2014)
- Happy to Be Alive (2016)
- Cold Fro-T-5 and Two Frigg Fraggs (2017)
- Save a Cadillac, Ride a Homeboy (2020)
- Lemon Pound Cake (2022)[5]

### Kompilacje
- The Good Times (2000)
- Greatest Hitz Live (2008)

### Single
- „Crazy Rap” (2000)
- „Because I Got High” (2001)